# Клане при Ундид Ний
Клането при Ундид Ний (на английски: Wounded Knee Massacre) е масово избиване на около 150 – 300 индианци сиукси (повечето от тях жени и деца) от армията на САЩ в района на река Ундид Ний в югозападната част на Южна Дакота на 29 декември 1890 г. Клането е кулминация на усилията на американската армия за потискане на коренното население на Големите равнини в края на 19 век. То сломява останалата организирана съпротива срещу индианските резервати и срещу асимилацията от бялата американска култура.

## Контекст
През повечето време от експанзията на САЩ на запад, опитите на белите заселници да завземат участъци земя срещат яростна и понякога насилствена съпротива от коренните народи. Тази съпротива се усилва през втората половина на 19 век, докато федералното правителство многократно подписва и нарушава договори с различни племенни вождове от Големите равнини. Най-видни сред тях са сиуксите, от които лакота са подгрупа. През 1868 г. е договорено създаването на резерват за сиуксите с площ 60 милиона акра, както и агенции, представляващи федералното правителство сред всяко племе. Ако лакота останат в резервата и не нападат бели заселници, те биха получавали хранителни дажби, образование и други правителствени облаги. Въпреки това, интересът на САЩ от природните ресурси на територията на резервата довежда до поредица от конфликти, вследствие които площта на резервата е смалена до 21,7 милиона акра към 1877 г. Актът Дейвис от 1887 г. допълнително намалява площта до 12,7 милиона акра, което е едва 20% от първоначалната.
Животът в резерват представлява внезапно и трудно приспособяване за лакота, които мълчаливо се примиряват с американското правителство. Федералните агенти ги поощряват да отглеждат добитък и култури – начин на живот, който се оказва неподходящ за полупустинната среда на Големите равнини и за номадските народи, които се изхранван главно чрез лов. От лакота се изисква да се обличат по западен стил, да учат английски език, да следват християнските принципи и да изоставят традиционните си религии. Процесът на принудителна асимилация издълбава културата и идентичността на лакота, а правителствената програма прави бягството от резервата непрактично начинание. Без достъп до обширните си ловни места, лакота са принудени да разчитат на правителствените дажби храна, за да оцелеят. През 1889 г. Конгресът на САЩ орязва бюджета за годишните дажби на индианците, а суровата зима и сушата през 1889 – 1890 г. докарва коренното население до глад.
Такова е състоянието на лакота, когато се разразява движението Танц на духовете из Големите равнини през 1890 г. Това движение не е ново – то датира поне от 1870 г. от северните паюти в Невада, но губи популярност след няколко години. През 1889 г. претърпява възраждане под лидерството на паютския пророк Уовока. Той израства сред бели животновъди, които го запознават с християнството. По време на слънчево затъмнение на 1 януари 1889 г. Уовока губи съзнание и получава видение, което възприема като пророчество. Според неговата интерпретация, Господ му казва, че индианците трябва да останат смирени и редовно да извършват ритуален танц в кръг. Ако те следват тези инструкции, тогава през 1891 г. Господ ще върне Земята към естественото ѝ състояние преди пристигането на европейските колонизатори. Това е привлекателно обещание за много от индианците от Големите равнини, но пророческото му съобщение намира особено силен отклик сред бедстващите лакота.
Движението се приема безразлично от някои федерални агенти, докато за други то представлява заплаха за дългогодишните опити за „цивилизоване“ на лакота. Когато Бюрото на индианските работи поисква да се състави списък на индианските размирници, които да бъдат преместени, ръководителят на агенцията Пайн Ридж поставя танцьорите на духове най-отгоре на списъка и поисква от военните да разрешат проблема.
През ноември 1890 г. американската армия пристига в резервата на лакота с целта да спре движението Танц на духовете. Наблизо живее Седящият бик – влиятелен вожд от племето хункпапа лакота и духовен водач на лакота. Много от 250-те му последователи са танцьори на духове и, макар той самият да не е привърженик на движението, той отказва да позволи още репресии от страна на федералното правителство. Впоследствие Седящият бик е арестуван заради ролята си в разпространението на новото религиозно движение. Генерал-майор Нелсън Майлс командва силите на САЩ срещу земите на лакота и се надява да подходи мирно, като премахне вожда им от резервата. Последователите на Седящия бик, обаче, отказват да го пуснат, макар той самият да не се съпротивлява на ареста. Следва ожесточена борба, в която загиват девет индианци, сред които и Седящият бик.
Смъртта на Седящия бик уплашва индианците, които вече се страхуват от живота в резерват. Около хиляда души се събират в пустошта на Южна Дакота в подготовка за посрещане на американска атака. Други заминават за Пайн Ридж, където оглала вождът Червен облак се опитва да преговаря запазването на лакота традициите без кръвопролития. Миниконжу вождът Си Танка се надява да се присъедини към тези в Пайн Ридж и да спомогне за намирането на мирно решение на ситуацията. И макар той да не е танцьор на духове, много от хората му са и се считат за враждебно настроени от американците. Докато той предвожда около 350 от хората си югозападно от Шайен към Пайн Ридж, американската армия започва да се опасява за намеренията му. Майлс нарежда на отряд от 7-и кавалерийски полк да пресрещнат Си Танка, да конфискуват всичките оръжия в групата му и да го ескортират до военния затвор във Форт Омаха, Небраска.

## Клане
На 28 декември 1890 г. 7-и кавалерийски полк под командването на полковник Джеймс Уилям Форсайт достига лагера на миниконжу близо до ручея Ундид Ний, намиращ се на около 32 km североизточно от Пайн Ридж. 15 години по-рано Джордж Армстронг Къстър предвожда 7-а кавалерия до смъртта ѝ в битката при Литъл Бигхорн. Си Танка забелязва разузнавачите на Форсайт и ги информира, че ще се предаде без съпротива. На 29 декември Форсайт се среща в миниконжу, за да започне процеса по конфискуване на оръжията им. Той ги отвежда на близка поляна, нарежда на индианците да образуват кръг и обгражда кръга с кавалерията си. Освен това той позиционира четири оръдия на близкото възвишение.
Условията на Форсайт са ясни – миниконжу трябва да предадат всичките си оръжия. Си Танка се колебае, но предава няколко оръжия като знак за мир. Форсайт не е удовлетворен и нарежда пълното претърсване на индианците и лагера им, при което хората му откриват скрити оръжия. Все по-натрапчивото претърсване ядосва някои от миниконжу. Един от индианците започва Танца на духовете и подканва останалите да направят същото, заявявайки, че куршумите не могат да има направят нищо. Това изнервя войниците и когато глухият индианец Черен койот отказва да предаде оръжието си, то неволно произвежда изстрел и нажежената ситуация бързо ескалира в насилие – 7-а кавалерия открива огън по индианците. Тъй като повечето миниконжу вече са предали оръжията си, те са напълно беззащитни. Голям брой индианци са застреляни и убити още през първите секунди, като сред тях пада и вожда Си Танка. Някои жени и деца се опитват да избягат в близката клисура, но оръдията откриват огън по позицията им със скорост от 50 снаряда в минута. Индианците, които все пак успяват да избягат от сцената, са догонени от конните войници – 7-а кавалерия ги избива без да подбира.

## Жертви и последици
Веднага след клането, Форсайт нарежда транспортирането на 51 ранени миниконжу към Пайн Ридж. Стотиците лакота, които живеят там, побягват ужасени. Някои от тях нападат от засада 7-а кавалерия, което принуждава Майлс да изпрати още войски в района, които да потиснат съпротивата. На 2 януари 1891 г. група лакота са изпратени на мястото на клането и успяват да спасят няколко оцелели в снега. На следващия ден американски войници безцеремонно погребват 146 миниконжу в масов гроб, изкопан там, където са били позиционирани оръдията. Много от труповете са голи. Съвременните оценки възлизат на 250 – 300 убити миниконжу, половината от които са жени и деца. Загиват и около 25 американски войници, повечето от които най-вероятно падат от приятелски огън.
Бюрото на индианските работи се опитва да представи клането при Ундид Ний като битка, но по-късните разследвания и доклади на очевидци ясно определят събитието като клане, тъй като въоръжена съпротива не е на лице, а американската армия значително превъзхожда числено индианците миниконжу. Не е изключено 7-а кавалерия да е извършила масовото убийство в знак на отмъщение за унижението им при Литъл Бигхорн. Майлс е ужасен от действията им, уволнява Форсайт и провежда разследване на събитията. Въпреки това, Форсайт е оневинен и е върнат на позицията му. Освен това 20 войници, участвали в клането, са наградени с медал на честта – най-високото военно отличие в САЩ. През юни 2019 г. няколко члена на Камарата на представителите внасят закон, който да анулира тези медали.
Клането при Ундид Ний бележи последният голям конфликт между САЩ и индианците от Големите равнини. Движението Танца на духовете изчезва, след като самият му основател Уовока умолява хората си да следват „единственият отворен път пред тях – този на белия човек“. През февруари 1973 г. около 200 индиански активисти окупират селцето при Ундид Ний, за да обърнат вниманието на обществото към продължаващите нарушения на гражданските права на индианците в резервата Пайн Ридж. Те отказват да се изнесат, докато федералното правителство не обещае да следва всички споразумения с индианците. Федералните войски на САЩ обсаждат района в продължение на 71 дни, а половинчата сделка е постигната едва след двама убити и няколко престрелки. Въпреки стотиците арести, които последват, активистите изпълняват целта си да обърнат вниманието на обществото към непрекъснатите нарушения на САЩ върху правата на коренното американско население.